# Mārtiņš Pļaviņš
Mārtiņš Pļaviņš (Riga, 8 mei 1985) is een Lets beachvolleyballer. Hij nam driemaal deel aan de Olympische Spelen en won in 2012 met Jānis Šmēdiņš de bronzen medaille.

## Carrière

### 2002 tot en met 2012

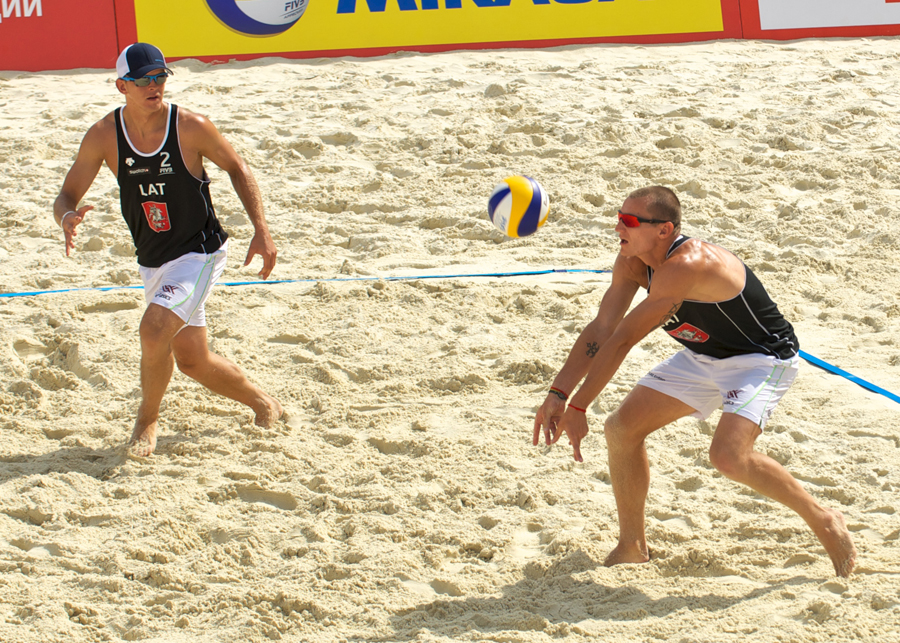
Pļaviņš (rechts) en Šmēdiņš in actie tijdens de Grand Slam in Moskou (2012)

Pļaviņš nam in 2002 met Valters Vensbergs deel aan de wereldkampioenschappen onder 19 in Xylokastro waar ze als negende eindigden. Twee jaar later werd hij met Aleksandrs Samoilovs vijfde bij de WK onder 21 in Porto Santo en in 2005 wonnen ze hetzelfde toernooi in Rio de Janeiro. Pļaviņš en Samoilovs maakten dat jaar tevens hun debuut in de World Tour en ze bleven tot en met 2008 samen spelen. In 2006 namen ze deel aan vier toernooien in de World Tour met een dertiende plaats in Montreal als beste resultaat. Het daaropvolgende seizoen waren Pļaviņš en Samoilovs actief op veertien reguliere FIVB-toernooien. Ze behaalden twee toptienplaatsen; in Roseto degli Abruzzi werden ze vijfde en in Stare Jabłonki zevende. Bovendien namen ze deel aan de WK in Gstaad, waar ze niet verder kwamen dan de groepsfase. In 2008 speelden Pļaviņš en Samoilovs in aanloop naar de Olympische Spelen veertien wedstrijden in de World Tour met een vijfde (Barcelona) en drie negende plaatsen (Parijs, Moskou en Marseille) als beste resultaat. In Peking bereikte het duo de achtste finale die het verloor van de Oostenrijkers Florian Gosch en Alexander Horst. Na afloop van de Spelen nam Pļaviņš met Toms Šmēdiņš deel aan twee toernooien met een negende plaats in Kristiansand.
In 2009 deed Pļaviņš met Lauris Iecelnieks mee aan de WK in Stavanger waar ze niet verder kwamen dan de groepsfase. Daarnaast speelde hij twee wedstrijden met zowel Toms als zijn broer Jānis Šmēdiņš. Van 2010 tot en met 2012 vormde Pļaviņš vervolgens een vast duo met Jānis. Het eerste jaar waren ze actief op elf toernooien in de World Tour met een tweede plaats in Marseille als beste resultaat. Daarnaast won het duo de bronzen medaille bij de EK in Berlijn na in de troostfinale het Spaanse tweetal Inocencio Lario en Raúl Mesa te hebben verslagen.
In 2011 bereikten ze bij de WK in Rome de halve finale waarin de Brazilianen Márcio Araújo en Ricardo Santos te sterk waren. In de wedstrijd om de derde plaats verloren Pļaviņš en Šmēdiņš daarna van de aftredende wereldkampioenen Julius Brink en Jonas Reckermann. Bij de overige negen FIVB-toernooien was een vijfde plaats in Praag het beste resultaat. In Kristiansand eindigde het duo bij de EK eveneens als vijfde. Het seizoen daarop speelden Pļaviņš en Šmēdiņš in aanloop naar de Olympische Spelen acht wedstrijden in de World Tour waarbij ze vier negende plaatsen behaalden (Peking, Praag, Moskou en Rome). Bij de EK in Den Haag eindigden ze ook als negende. In Londen won het duo vervolgens de bronzen medaille ten koste van de Nederlanders Reinder Nummerdor en Richard Schuil, nadat het in de halve finale verloren had van de Brazilianen Alison Cerutti en Emanuel Rego. Na afloop van de Spelen wonnen Pļaviņš en Šmēdiņš bovendien het World Tour-toernooi in Stare Jabłonki.

### 2013 tot en met 2021
Pļaviņš nam in 2013 met Jānis Pēda deel aan zes reguliere toernooien in de World Tour met een zeventiende plaats in Shanghai als beste resultaat. Bij de WK in Stare Jabłonki werd het duo in de zestiende finale uitgeschakeld door het Australische tweetal Isaac Kappa en Christopher McHugh. Pļaviņš speelde daarnaast twee wedstrijden met Aleksandrs Solovejs en behaalde een tweede plaats in Durban. Het daaropvolgende seizoen deden Pļaviņš en Solovejs mee aan tien FIVB-toernooien. Ze boekten een overwinning in Anapa en werden negende in Fuzhou en Long Beach. In 2015 speelde Pļaviņš zes wedstrijden in de World Tour met Hermans Egleskalns. Daarnaast nam hij met Samoilovs deel aan de WK in Nederland waar ze in zestiende finale werden uitgeschakeld door het Canadese duo Josh Binstock en Sam Schachter. Vanaf augustus dat jaar vormde Pļaviņš een team met Haralds Regža, nadat het tweetal in juni de gouden medaille bij de Europese Spelen had gewonnen. Ze deden in 2015 nog mee aan zeven toernooien in de World Tour waarbij ze zesmaal in de top tien eindigden. Het duo behaalde een derde plaats in Antalya en werd vierde in Xiamen.
Pļaviņš en Regža speelden tot en met 2017 samen. In 2016 behaalden ze bij veertien World Tour-toernooien zeven negende plaatsen (Doha, Xiamen, Fuzhou, Antalya, Hamburg, Olsztyn en Long Beach). Bij de EK kwam het duo niet verder dan de groepsfase. Het laatste jaar namen ze deel aan zes reguliere FIVB-toernooien met een vierde plaats in Olsztyn als beste resultaat. Bij de WK in Wenen verloor het duo in de zestiende finale van de latere wereldkampioenen Evandro Gonçalves Oliveira Júnior en André Loyola Stein. In eigen land eindigden ze als vijfde bij de EK, nadat ze in de kwartfinale werden uitgeschakeld door de Nederlanders Alexander Brouwer en Robert Meeuwsen. In 2018 vormde Pļaviņš een duo met Edgars Točs. Ze begonnen met een overwinning in Den Haag en werden vervolgens tweede in Kish. Bij de overige negen toernooien dat seizoen behaalden het tweetal twee vijfde plaatsen (Espinho en Gstaad) en vier negende plaatsen (Fort Lauderdale, Doha, Ostrava en Warschau). Bij de EK in Nederland en bij de World Tour Finals in Hamburg werden ze respectievelijk negende en vijfde.
In oktober 2018 speelden ze twee toernooien voor het seizoen daarop met een vijfde en negende plaats als resultaat. In aanloop naar de WK in 2019 deden ze verder mee aan vijf FIVB-toernooien met een vijfde plaats in Warschau als beste resultaat. In Hamburg bereikten Pļaviņš en Točs bij de WK de achtste finale waar ze werden uitgeschakeld door de Noren Anders Mol en Christian Sørum. Bij de EK in Moskou kwamen ze niet verder de tussenronde. In de World Tour namen ze verder deel aan vijf toernooien met onder meer een derde plaats in Espinho en een negende plaats bij de World Tour Finals in Rome als resultaat. Na afloop van het seizoen wonnen ze het olympisch kwalificatietoernooi in Haiyang. Het jaar daarop bereikte het duo in eigen land de achtste finale van de EK waar verloren werd van de Italianen Paolo Nicolai en Daniele Lupo. In 2021 speelden Pļaviņš en Točs in aanloop naar de Spelen vier wedstrijden in de World Tour, waarbij ze geen toptienklassering wisten te behalen. Bij het olympisch beachvolleybaltoernooi in Tokio kwamen ze tot de halve finale waar Mol en Sørum te sterk waren; de wedstrijd om het brons werd vervolgens verloren van Cherif Younousse en Ahmed Tijan uit Qatar waardoor ze als vierde eindigden. Bij de EK in Wenen strandde het duo in de achtste finale waar het werd uitgeschakeld door Brouwer en Meeuwsen. Pļaviņš en Točs sloten het jaar af met een negende plaats bij de Finals in Cagliari.

## Palmares
Kampioenschappen
- 2005:  WK U21
- 2008: 9e OS
- 2010:  EK
- 2011: 4e WK
- 2012:  OS
- 2015:  Europese Spelen
- 2019: 9e WK
- 2021: 4e OS

FIVB World Tour
- 2010:  Marseille Open
- 2012:  Grand Slam Stare Jabłonki
- 2013:  Durban Open
- 2014:  Anapa Open
- 2018:  4* Den Haag
- 2018:  3* Kish
- 2019:  4* Espinho